# Фейнман, Джоан
Джоан Фейнман (также Джоан Хиршберг по фамилии первого мужа с 1948 до 1974 года, англ. Joan Feynman (Joan Hirshberg), 31 марта 1927 — 22 июля 2020) — американская учёная, гео- и астрофизик, внёсшая значительный вклад в изучение солнечного ветра и его влияния на магнитосферу Земли. Наиболее известна работами, которые помогли понять физическую природу полярного сияния, а также моделью, значительно упростившей расчёты радиационной нагрузки на искусственные спутники Земли, и разработкой метода предсказания интенсивности циклов солнечной активности. Первая женщина, избранная членом Американского геофизического союза (АГС), член Международного астрономического союза. Младшая сестра физика Ричарда Фейнмана.

## Биография

### Ранние годы
Джоан Фейнман родилась и выросла в нью-йоркском районе Фар-Роквей в семье Мелвилла Фейнмана и Люсиль Фейнман (в девичестве Филлипс) — иммигрантов из Российской империи (отец уроженец Минска; Люсиль, родившаяся в США, происходила из семьи с польскими корнями). Вторым ребёнком в семье был её старший брат Ричард Фейнман — будущий выдающийся учёный-физик.
По воспоминаниям Джоан, её детские годы прошли счастливо, в семье царили гармония и согласие. Она, как и её брат, с ранних лет была любознательным ребёнком и проявляла интерес к изучению природы. Брат Ричард всегда поощрял её любопытство и привлекал к участию в своих научно-технических занятиях, например, возне с электроприборами в своей детской лаборатории. Однажды ночью он разбудил Джоан, чтобы показать ей полярное сияние, мерцающее над безлюдным полем для гольфа рядом с их домом — это определило её судьбу: она захотела изучать это прекрасное явление. Отец также увлекался наукой, некоторое время книгой для чтения на ночь Джоан была монография немецкого геолога и метеоролога Альфреда Вегенера о тогда только появившейся и ещё не доказанной теории о дрейфе континентов. Мать и бабушка не поощряли интереса Джоан к точным наукам, так как были убеждены сами и повторяли дочери, что женский мозг, в отличие от мужского, не способен воспринимать сложные научные концепции. Тем не менее, после прочтения книги «Астрономия» — учебника для колледжа, подаренного ей братом на 14-летие, в котором Фейнман впервые столкнулась с результатами исследований астронома Сесилии Пейн-Гапошкиной, она пришла к убеждению, что женщинам также по силам заниматься научной деятельностью.

### Образование
Высшее образование (степень бакалавра физики) Фейнман получила в Оберлинском колледже, во время обучения в котором часто сталкивалась с проявлениями сексизма. Они подтачивали её веру в собственные силы, но постоянная переписка с братом, поддерживавшим Джоан в научных устремлениях, стимулировала её продолжать работу над собой. На первом курсе Оберлина Джоан познакомилась со своим будущим первым мужем — Ричардом Хиршбергом, вернувшимся в колледж для продолжения обучения после службы на Тихоокеанском театре военных действий Второй мировой войны. Он был на три года старше её и тоже изучал физику. Их роман развивался быстро: в 1946 году они помолвились, а через два года, сразу после окончания колледжа, поженились.
Ричард, а затем и Джоан, устроились на работу в Лабораторию военно-морского флота США в Вашингтоне. На следующий год они оба начали учиться в Сиракьюсском университете: она изучала физику твёрдого тела под руководством Мэлвина Лакса, а Ричард решил переключиться на культурную антропологию. При выборе темы для диссертации Джоан поняла, что она тяготеет к теоретической физике, что оставляло выбор лишь из двух альтернатив: общая теория относительности или физика твердого тела. Джоан решила проконсультироваться на этот счёт у профессоров университета, один из которых предложил ей выбрать темой для исследований паутину, потому что «она будет встречаться с ней во время уборки» (англ. would encounter them whilst cleaning).
Во время обучения в аспирантуре Джоан взяла академический отпуск, чтобы сопровождать Ричарда в его полевых исследованиях в Гватемале. Весь 1952 год они изучали аспекты самоидентификации какчикели, — одного из племён майя. Поразительная бедность и высокая детская смертность среди этих людей перевернули представления Джоан о борьбе за жизнь и необходимом уровне комфорта.
В конце 1952 года после возвращения в США Джоан Хиршберг с энтузиазмом вновь взялась за физику и уже в 1958 году получила докторскую степень по теоретической физике, защитив диссертацию «Поглощение инфракрасного излучения в кристаллах с алмазоподобной кристаллической решёткой». В том же году защитился и Ричард. Одновременное получение научных степеней мужем и женой было довольно необычно для того времени, поэтому местная газета опубликовала об этом заметку. Женщина-физик была ещё более необычным явлением, из-за чего в результате «исправления ошибки» в подписи к фотографии пары утверждалось, что Ричард стал доктором по физике, а Джоан — по антропологии.

### «Я беру на себя северные сияния, а ты всю остальную Вселенную»
Летом 1957 года у Джоан и Ричарда появился первый ребёнок — сын Мэттью. Однако, в середине XX века замужней женщине с детьми в США было трудно найти работу в научной сфере, поэтому поначалу Джоан устроилась в фирму по производству твердотельных приборов, а в 1960 году, забеременев во второй раз, вообще ушла с работы, став домохозяйкой. После рождения второго сына — Чарльза (ставшего в будущем известным журналистом), семья переехала в отдельный дом в Спринг-Вэлли на севере Нью-Джерси, поближе к работе Ричарда. Классическая женская версия реализации «американской мечты» в виде работы по дому и воспитания детей при зарабатывающем деньги муже привела в 1961 году Джоан на грань депрессии, и её психиатр посоветовал ей начать работать.
Джоан предложила свои услуги Обсерватории Ламонт-Доерти Колумбийского университета в 20 километрах от их дома, от которой неожиданно для себя получила целых три (по другим данным — четыре) предложения. Она выбрала работу на полставки по изучению проблемы быстрых вариаций магнитного поля Земли, происхождение которых тогда было неизвестно. В обсерватории Фейман проработала три года и сохранила о ней самые тёплые воспоминания, как о месте, в котором занимались фундаментальными исследованиями. В 1962 году Джоан доказала, что северные сияния возникают вследствие взаимодействия межпланетного магнитного поля солнечного ветра с магнитным полем Земли, и написала о результатах своих изысканий брату, ставшему уже известным физиком, в шутку предложив разделить сферы исследований: «Слушай, я не хочу, чтобы мы соперничали, поэтому давай разделим физику. Я беру на себя северные сияния, а ты всю остальную Вселенную» (англ. Look, I don’t want us to compete, so let’s divide up physics between us. I’ll take auroras and you take the rest of the Universe.). Ричард Фейнман согласился.
В 1963 году Ричарду Хиршбергу предложили работу в Калифорнии, куда вместе с ним переехала и Джоан, продолжавшая поддерживать научные связи с Обсерваторией Ламонт-Доерти. В 1964 году она стала постдокторантом в Исследовательском центре Эймса — отделении НАСА, в котором работала вместе с Джоном Спрейтером, — известным физиком в области околоземного космического пространства.
В сентябре 1965 года в семье Хиршбергов родилась дочь Сьюзан, любопытство которой в области науки, так же, как и старших сыновей, Джоан всячески поощряла.
В конце 1960-х вместе со Спрейтером Джоан устроилась на работу в Стэнфордский университет, но в 1972 году, из-за связанного с рецессией сокращения бюджета НАСА, потеряла работу.
В течение нескольких месяцев Джоан оставалась без работы и снова начала впадать в депрессию. По воспоминаниям сына Чарльза, однажды он видел, как мама, вернувшаяся с неудачного собеседования, некоторое время бесцельно таскала пылесос по полу, а затем разрыдалась. Когда он тоже заплакал, она сказала ему: «Я знаю, что ты хочешь видеть меня дома. Но я могу быть или мамой на полставки, или сумасшедшей на полный рабочий день» (англ. “I know you want me here. But I can either be a part-time mama or a full-time madwoman.”).
В 1972 году Джоан начала сотрудничать с Высокогорной обсерваторией Национального центра атмосферных исследований в городе Боулдер (штат Колорадо), сначала бесплатно, а затем, когда в следующем году получила предложение работы, и на контрактной основе. В 1973 году Ричард ушёл с работы в Калифорнии и семья переехала в Боулдер. Деньги в семье зарабатывала только Джоан — Ричард не мог найти работу, что привело к конфликту между супругами, закончившемуся разводом в 1974 году, после которого Джоан вновь взяла свою девичью фамилию. Она оставалась в Боулдере до 1976 года.

### «Следовать за научным финансированием, как лапландцы за оленьими стадами»
В 1976 году после очередного уменьшения финансирования должность Джоан в обсерватории была сокращена, и она вновь стала безработной. Она решила, по её собственным словам, «следовать за научным финансированием, как лапландцы за оленьими стадами» (англ. follow research funding around the country, like Laplanders follow the reindeer herds), и довольно часто переезжала с места на место для работы в различных организациях.
Сначала она работала на административной должности в Национальном научном фонде в Вашингтоне (1976—1979), затем продолжила научные исследования в Лаборатории геофизики ВВС США (англ. Airforce Geophysics Lab) около Лексингтона с финансированием от Бостонского колледжа в Массачусетсе (1979—1985), пока, наконец, в 1985 году не получила долговременный контракт с Лабораторией реактивного движения в городе Пасадина (штат Калифорния). С собой она возила дочь Сьюзан, Чарльз оставался с отцом, а Мэтью отделился от семьи и учился в колледже. С переездом в Массачусетс, по словам Чарльза, Джоан наконец почувствовала, что она в принципе состоялась в жизни: она была более известным учёным, чем даже могла мечтать в детстве, и к тому же матерью троих детей.
В начале 1980-х годов во время посещения Аляски Ричарда Фейнмана попробовали заинтересовать работой в геофизике, но он ответил, что ему нужно на это разрешение сестры. Она отказалась дать таковое, а брат сдержал своё обещание двадцатилетней давности, что стало известной шуткой в геофизическом сообществе: на одной из конференций была выражена «публичная благодарность Ричарду Фейнману за то, что он не занимается северными сияниями, что позволяет нам приятно проводить время» (англ. “to publicly thank Richard Feynman for not studying aurora, so that we can all have some fun!”).
В октябре 1990 года на конференции в Сочи, СССР, Джоан начала встречаться с советским астрофизиком Александром Рузмайкиным. Они познакомились за год до этого на конференции в США, когда Рузмайкин жёстко раскритиковал доклад Джоан во время сессии, а она не менее жёстко ответила ему при обсуждении за ужином. 16 августа 1992 года они поженились и оставались в браке до смерти Джоан.
Фейнман вышла на пенсию в 2003 году с должности старшего научного сотрудника Лаборатории реактивного движения. Тем не менее, она продолжила научную работу, занявшись вопросом связи космической погоды, включая солнечную активность, и изменений климата.

## Научные достижения
Большую часть своей научной карьеры Джоан Фейнман посвятила изучению взаимодействия солнечного ветра с магнитосферой Земли.
Работая в Обсерватории Ламонт-Доерти, Джоан обнаружила, параллельно с несколькими другими исследователями, что магнитосфера Земли не замкнута, а имеет вытянутый в направлении от Солнца «хвост».
Во время постдокторантуры в Исследовательском центре Эймса в 1971 году Фейнман обнаружила, что периодическое истечение солнечного вещества, известное как корональные выбросы массы, может быть определено по наличию гелия в солнечном ветре. Это было важным открытием, так как, несмотря на то, что корональные выбросы массы были уже известны в то время, их было трудно обнаружить.
В ходе своих исследований 60-х годов Фейнман сделала важное открытие в области природы и причин возникновения полярного сияния. Используя данные, собранные космическим кораблём НАСА Explorer 33, она доказала, что полярное сияние является продуктом взаимодействия между магнитосферой Земли и магнитным полем солнечного ветра: когда переменный солнечный ветер деформирует магнитосферу Земли настолько, что траектории частиц солнечного ветра и магнитосферной плазмы начинают пересекать атмосферу, эти частицы возбуждают атомы атмосферных газов и появляется свечение.
Также в круг её академических интересов входили вспышки на Солнце (transient solar events) и циклы солнечной активности. Фейнман участвовала в разработке новой модели Лаборатории реактивного движения, оценивающей экологическую угрозу локальной космической среды для экипажей космических кораблей. Поводом для этого стал тот факт, что высокоскоростные корональные выбросы массы могут вызывать геомагнитные бури, опасные как для функционирующего космического корабля, так и для людей, находящихся в космосе в этот момент. Такие быстрые корональные выбросы массы вызывают ударные волны в солнечном ветре, которые ускоряют солнечные частицы и провоцируют геомагнитные бури, когда частицы достигают внешней границы магнитосферы Земли. Часто начало геомагнитных бурь сопровождается сильным притоком опасных протонов, что может нанести серьёзный ущерб системам связи космического корабля и помешать его успешному полёту. Модель Фейнман помогла инженерам вычислять предполагаемое количество высокоскоростных частиц, которые могли бы столкнуться с космическим кораблём в течение времени его эксплуатации. Эта работа привела к важным новым разработкам в области проектирования космических кораблей.
После выхода в отставку Фейнман занималась изучением изменений климата. В числе других вопросов она изучала влияние Солнца на поведение зимних климатических аномалий, известных как арктическая осцилляция или изменения северной циркуляции. Вместе со своим коллегой (и мужем) Александром Рузмайкиным она обнаружила, что в периоды низкой солнечной активности индекс изменений северной циркуляции тоже систематически занижен. Такие периоды низкой солнечной активности совпадают с продолжительными периодами похолодания; к примеру, такое наблюдалось в Европе в так называемый малый ледниковый период. Фейнман и её коллеги также открыли связь между колебаниями солнечной активности и изменениями полноводности Нила в древности. В периоды высокой солнечной активности Нил мелел, тогда как в периоды низкой солнечной активности — наоборот. Фейнман и Рузмайкин также являются авторами оригинальной антропологической гипотезы распространения земледелия, связывая его взрывной рост около 10 000 лет назад с установлением климатической стабильности. По оценке Брюса Смита, эта гипотеза сейчас составляет основу научного консенсуса о возникновении земледелия.
В течение своей карьеры Фейнман была автором и соавтором более чем 100 уникальных публикаций. Она также являлась редактором трёх научных книг.

## Признание
В 1974 году Фейнман стала первой женщиной, избранной членом Американского геофизического союза (АГС), а позже дважды избиралась секретарём Отделения солнечной и межпланетной физики (англ. Solar and Interplanetary Physics Section). Она также являлась организатором комитета АГС, занимавшегося вопросами справедливого отношения к женщинам внутри геофизического сообщества. Фейнман много лет является членом Международного астрономического союза (МАС). Она была членом нескольких подразделений МАС, включая такие как «Division E Sun and Heliosphere; Division G Stars and Stellar Physics; and Division E Commission 49 Interplanetary Plasma & Heliosphere», а также была ассоциированным редактором журнала Journal of Geophysical Research: Space Physics.
В 2002 году Фейнман была названа одним из лучших старших научных сотрудников Лаборатории реактивного движения и была награждена медалью НАСА «За исключительные достижения», а двумя годами ранее — NASA Exceptional Scientific Achievement Medal.

## Основные работы
- Hirshberg J., Colburn D. S.. Interplanetary field and geomagnetic variations — a unifield view :  [англ.] // Planetary Space Science. — 1969. — Vol. 17, no. 6. — P. 1183—1206. — Bibcode: 1969P&SS...17.1183H. — doi:10.1016/0032-0633(69)90010-5.
- Hirshberg J., Alksne A., Colburn D. S., Bame S. J., Hundhausen A. J.. Observation of a solar flare induced interplanetary shock and helium-enriched driver gas :  [англ.] // Journal of Geophysics Research. — 1970. — Vol. 75. — P. 1. — Bibcode: 1970JGR....75....1H. — doi:10.1029/JA075i001p00001.
- Hirshberg J.. Helium Abundance of the Sun :  [англ.] // Reviews of Geophysics and Space Physics. — 1973. — Vol. 11. — P. 115. — Bibcode: 1973RvGSP..11..115H. — doi:10.1029/RG011i001p00115.
- Hirshberg J., Asbridge J. R., Robbins D. E.. The helium component of solar wind velocity streams :  [англ.] // Journal of Geophysics Research. — 1974. — Vol. 79. — P. 934. — Bibcode: 1974JGR....79..934H. — doi:10.1029/JA079i007p00934.
- Hirshberg J., Nakagawa Y., Wellck R. E.. Propagation of sudden disturbances through a nonhomogeneous solar wind :  [англ.] // Journal of Geophysics Research. — 1974. — Vol. 79. — P. 3726. — Bibcode: 1974JGR....79.3726H. — doi:10.1029/JA079i025p03726.
- Hirshberg J., Holzer T. E.. Relationship between the interplanetary magnetic field and 'isolated substorms' :  [англ.] // Journal of Geophysics Research. — 1975. — Vol. 80. — P. 3553—3556. — Bibcode: 1975JGR....80.3553H. — doi:10.1029/JA080i025p03553.
- Feynman J., Crooker N. U.. The solar wind at the turn of the century :  [англ.] // Nature. — 1978. — Vol. 275. — P. 626. — Bibcode: 1978Natur.275..626F. — doi:10.1038/275626a0.
- Moore T. E., Arnoldy R. L., Feynman J., Hardy D. A.. Propagating substorm injection fronts :  [англ.] // Journal of Geophysics Research. — 1981. — Vol. 86. — P. 6713—6726. — Bibcode: 1981JGR....86.6713M. — doi:10.1029/JA086iA08p06713.
- Feynman J., Hardy D. A., Mullen E. G.. The 40-keV electron durable trapping region :  [англ.] // Journal of Geophysics Research. — 1984. — Vol. 89. — P. 1517—1526. — Bibcode: 1984JGR....89.1517F. — doi:10.1029/JA089iA03p01517.
- Feynman J., Gu X. Y.. Prediction of geomagnetic activity on time scales of one to ten years :  [англ.] // Reviews of Geophysics. — 1986. — Vol. 24. — P. 650—666. — Bibcode: 1986RvGeo..24..650F. — doi:10.1029/RG024i003p00650.
- Feynman J., Spitale G., Wang J., Gabriel S.. Interplanetary proton fluence model - JPL 1991 :  [англ.] // Journal of Geophysics Research. — 1993. — Vol. 98. — P. 13281. — Bibcode: 1993JGR....9813281F. — doi:10.1029/92JA02670.
- Feynman J., Martin S. F.. The initiation of coronal mass ejections by newly emerging magnetic flux :  [англ.] // Journal of Geophysics Research. — 1995. — Vol. 100. — P. 3355—3367. — Bibcode: 1995JGR...100.3355F. — doi:10.1029/94JA02591.
- Ruzmaikin A. A., Feynman J., Goldstein B. E., Smith E. J., Balogh A.. Intermittent turbulence in solar wind from the south polar hole :  [англ.] // Journal of Geophysics Research. — 1995. — Vol. 100. — P. 3395—3403. — Bibcode: 1995JGR...100.3395R. — doi:10.1029/94JA02808.
- Ruzmaikin A., Feynman J., Smith E. J.. Turbulence in coronal mass ejections :  [англ.] // Journal of Geophysics Research. — 1997. — Vol. 102. — P. 19753—19760. — Bibcode: 1997JGR...10219753R. — doi:10.1029/97JA01558.
- Coronal Mass Ejections (англ.) / Ed. by Crooker N., Joselyn J. A., Feynman J.. — Washington DC, 1997. — Vol. 99. — (American Geophysical Union Geophysical Monograph Series). — doi:10.1029/GM099.
- Feynman J., Gabriel S. B.. On space weather consequences and predictions :  [англ.] // Journal of Geophysics Research. — 2000. — Vol. 105. — P. 10543—10564. — Bibcode: 2000JGR...10510543F. — doi:10.1029/1999JA000141.
- Neugebauer M., Smith E. J., Ruzmaikin A., Feynman J., Vaughan A. H.. The solar magnetic field and the solar wind: Existence of preferred longitudes :  [англ.] // Journal of Geophysics Research. — 2000. — Vol. 105. — P. 2315—2324. — Bibcode: 2000JGR...105.2315N. — doi:10.1029/1999JA000298.
- Ruzmaikin A., Feynman J.. Solar influence on a major mode of atmospheric variability :  [англ.] // Journal of Geophysical Research (Atmospheres). — 2002. — Vol. 107. — P. 4209. — Bibcode: 2002JGRD..107.4209R. — doi:10.1029/2001JD001239.
- Feynman J., Ruzmaikin A., Berdichevsky V.. The JPL proton fluence model: an update :  [англ.] // Journal of Atmospheric and Solar-Terrestrial Physics. — 2002. — Vol. 64. — P. 1679—1686. — Bibcode: 2002JASTP..64.1679F. — doi:10.1016/S1364-6826(02)00118-9.
- Ruzmaikin A., Feynman J., Jiang X., Noone D. C., Waple A. M., Yung Y. L.. The pattern of northern hemisphere surface air temperature during prolonged periods of low solar output :  [англ.] // Geophysics Research Letters. — 2004. — Vol. 31. — P. 12201. — Bibcode: 2004GeoRL..3112201R. — doi:10.1029/2004GL019955.
- Feynman J., Ruzmaikin A.. A High-Speed Erupting-Prominence CME: A Bridge Between Types :  [англ.] // Solar Physics. — 2004. — Vol. 219. — P. 301—313. — Bibcode: 2004SoPh..219..301F. — doi:10.1023/B:SOLA.0000022996.53206.9d.